# Сара Рамірес
Сара Єлена Рамірес (англ. Sara Elena Ramírez; 31 серпня 1975, Масатлан, Мексика) — американська акторка, лауреатка премій «Тоні» за найкращу жіночу роль у мюзиклі, NAACP Image Award за найкращу жіночу роль та Гільдії кіноакторів за найкращий акторський склад у драматичному серіалі (у складі касту серіалу «Анатомія Грей»). Її прорив відбувся 2005 року в бродвейському мюзиклі «The Capeman». Широке визнання отримала за роль докторки Каллі Торрес у медичній драмі телеканалу ABC «Анатомія Грей».